# Zbigniew Dybol
Zbigniew Dybol (ur. 22 lutego 1947 w Poznaniu) – polski szczypiornista, trener, olimpijczyk z Monachium (1972), mistrz Polski (1971).

## Kariera sportowa

### Kariera klubowa
W szkole podstawowej uprawiał początkowo gimnastykę sportową, następnie także piłkę ręczną. Od 1961 uprawiał tę ostatnią dyscyplinę sportu w barwach MKS Poznań. Z poznańskim klubem zdobył w 1962 srebrny, a w 1963 brązowy medal mistrzostw Polski juniorów. W sezonie 1965/1966 był graczem II-ligowego Energetyka Poznań.
W 1966 został powołany do zasadniczej służby wojskowej, został wówczas zawodnikiem klubu Grunwald Poznań i grał w nim do 1976. Z poznańskim zespołem wywalczył kolejno brązowy medal MP w 1970, mistrzostwo Polski w 1971, wicemistrzostwo Polski w 1972 i brązowy medal MP w 1973, a także Puchar Polski w 1972. W sezonie 1970/1971 został najlepszym strzelcem ligi, z dorobkiem 133 bramek.
W 1976 zamierzał kontynuować karierę w Niemczech, ale nie otrzymał zgody polskich władz sportowych na wyjazd i przez rok nie grał w żadnym klubie. Ostatecznie w sezonie 1977/1978 zagrał w austriackiej drużynie UHK Krems, z którą zdobył wicemistrzostwo kraju. W latach 1978–1983 był graczem niemieckiej drużyny Polizei-Sportverein Hannover, z którą w 1982 wywalczył awans do ekstraklasy (drużyna po utracie sponsora nie wystąpiła jednak w rozgrywkach).
Po zakończeniu kariery zawodniczej pracował jako fizjoterapeuta, był także trenerem, m.in. w VfL Hameln (na przełomie lat 80. i 90.), SpVg Laatzen i TuS v. 1900 Empelde e.V..
Piłkarzem ręcznym był także jego brat, Tadeusz Dybol.

### Kariera reprezentacyjna
W latach 1965–1967 wystąpił w około 30 spotkaniach reprezentacji juniorów i młodzieżowej. W reprezentacji seniorów debiutował w maju 1968. Z drużyną narodową wystąpił na mistrzostwach świata w 1970 (13-16. miejsce), Igrzyskach Olimpijskich w 1972 (10. miejsce) i mistrzostwach świata w 1974 (10. miejsce), a także Pucharze Świata w 1974 (2. miejsce). W reprezentacji występował do 1976, ostatecznie nie zakwalifikował się do składu na Igrzyska Olimpijskie w Montrealu (1976). Łącznie w I reprezentacji Polski wystąpił 141 razy, zdobywając 246 bramek.
Czterokrotnie wystąpił w reprezentacji Wojska Polskiego na Mistrzostwach Armii Zaprzyjaźnionych (1969, 1972 - złoty medal, 1973 - brązowy medal, 1976 - brązowy medal), z akademicką reprezentacją Polski zdobył brązowy medal na akademickich mistrzostwach świata w 1975.